# Uzeldikra citrina
Uzeldikra citrina är en insektsart som först beskrevs av Melichar 1903.  Uzeldikra citrina ingår i släktet Uzeldikra och familjen dvärgstritar. Inga underarter finns listade i Catalogue of Life.